# Горан Ловре
Горан Ловре (Загреб, 23. март 1982) бивши је српски фудбалер. Играо је у везном реду.

## Клупска каријера
Ловре је поникао у Партизану, одакле је 1998. године, као 16-годишњак, заједно са Миљаном Мрдаковићем отишао у белгијски Андерлехт. У Андерлехту је завршио омладински стаж, а за први тим је дебитовао у сезони 2001/02. Играч Андерлехта је био до маја 2006. када одлази у холандског прволигаша Гронинген. Ту постаје стандардни првотимац и за четири сезоне наступа на 128 лигашких мечева, уз 23 постигнута гола.
Крајем маја 2010. потписује двогодишњи уговор са енглеским Барнслијем. У сезони 2010/11. је одиграо 21 утакмицу у Чемпионшипу, уз два постигнута гола. Током првог дела сезоне 2011/12. није одиграо ниједну утакмицу за Барнсли, па је у децембру 2011. споразумно раскинуо уговор са клубом.
У јуну 2012. као слободан играч потписује двогодишњи уговор са Партизаном. Ловре није успео да се избори за статус првотимца у Партизану. Наступио је на само осам утакмица, од чега четири у Суперлиги, два у Купу и два у квалификацијама за Лигу шампиона. Све наступе је забележио током јесењег дела сезоне, док у пролећном делу није провео ни минут на терену. У јуну 2013. је договорио споразумни раскид уговора са Партизаном.
У јулу 2013. потписује једногодишњи уговор са иранским Естегалом. У овом клубу се кратко задржао, а имао је и проблема да напусти Иран након што су му из клуба одузели пасош. Тек након интервенције српске амбасаде у Ирану, Ловре је успео да напусти земљу. Последњи ангажман је имао током 2014. године у немачком четвртолигашу Улму.

## Репрезентација
Ловре је био члан младе репрезентације Србије и Црне Горе, која је 2004. године на Европском првенству у Немачкој освојила сребрну медаљу. Исте године је учествовао на Олимпијским играма у Атини.